# Jaimee Foxworth

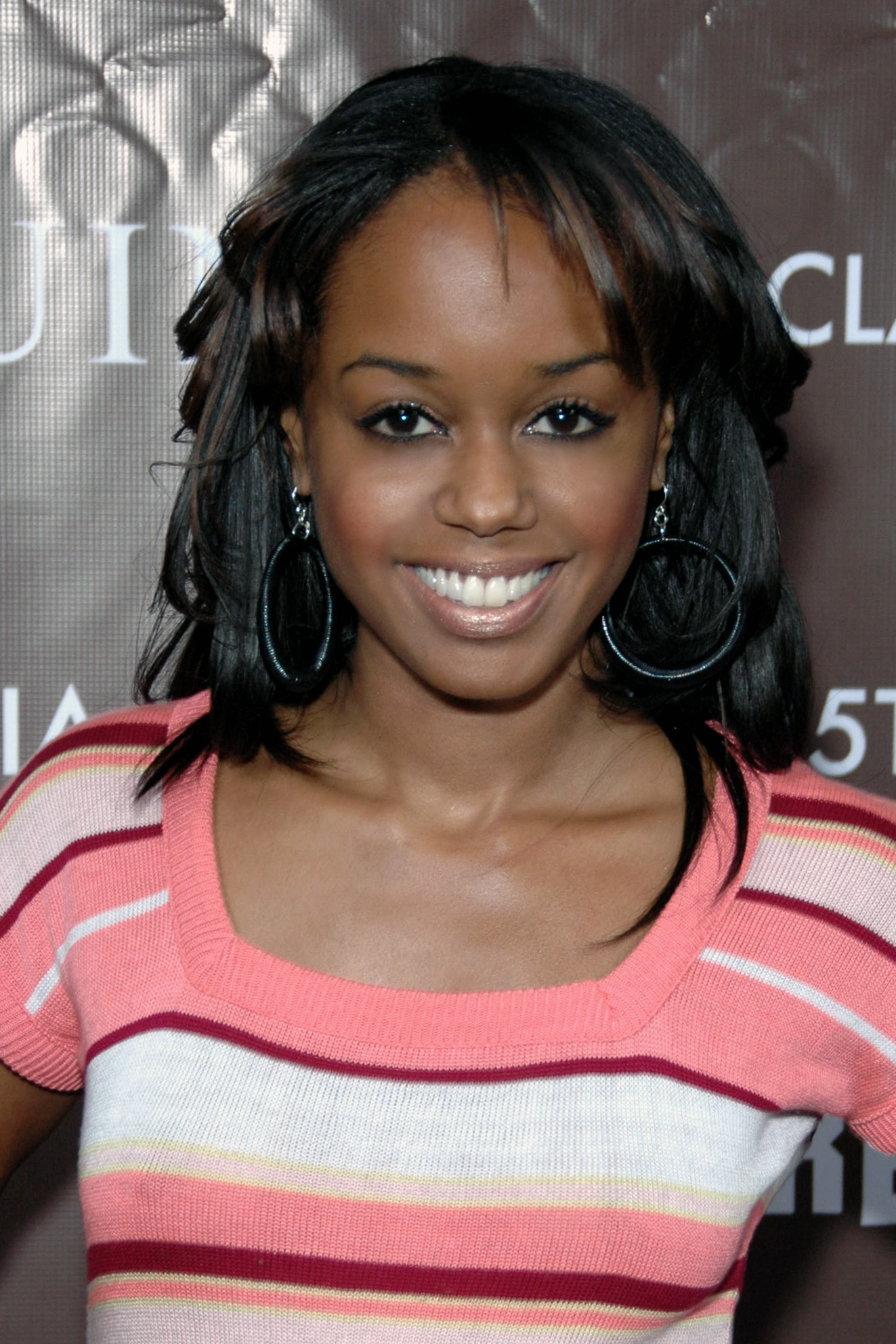
Jaimee Foxworth (2008).

Jaimee Foxworth, född 17 december 1979 i Belleville, Illinois, är en amerikansk skådespelerska. Hon är bland annat känd för sin roll som "Judy Winslow" i komediserien Räkna med bråk. Rollen spelade hon under seriens första fyra säsonger 1989 till och med 1993, tills hennes karaktär helt skrevs ut ur serien och försvann utan någon förklaring. 
Hon övergick senare till att medverka i flertalet pornografiska filmer, under namnet Crave.